# Nevěstin závoj (Niagarské vodopády)
Nevěstin závoj, anglicky Bridal Veil Falls, je nejmenší ze tří vodopádů, jež dohromady tvoří Niagarské vodopády. Nachází se na americkém břehu řeky Niagara ve státě New York. Od vedlejšího Amerického vodopádu ho odděluje neobydlený ostrůvek Luna, od sousedního vodopádu Podkova jej odděluje rovněž neobydlený Kozí ostrov (Goat Island).
Vodopád je obrácen k severozápadu a v koruně je 17 m široký. Jelikož je ostrov Luna velmi malý, má Nevěstin závoj podobný vzhled jako sousední Americký vodopád. I on začíná 24metrovým kolmým vodopádem, načež se voda tříští o osypové balvany, přes něž po 31 metrech dosáhne řeky. Celková výška vertikálního pádu tak činí 55 m.

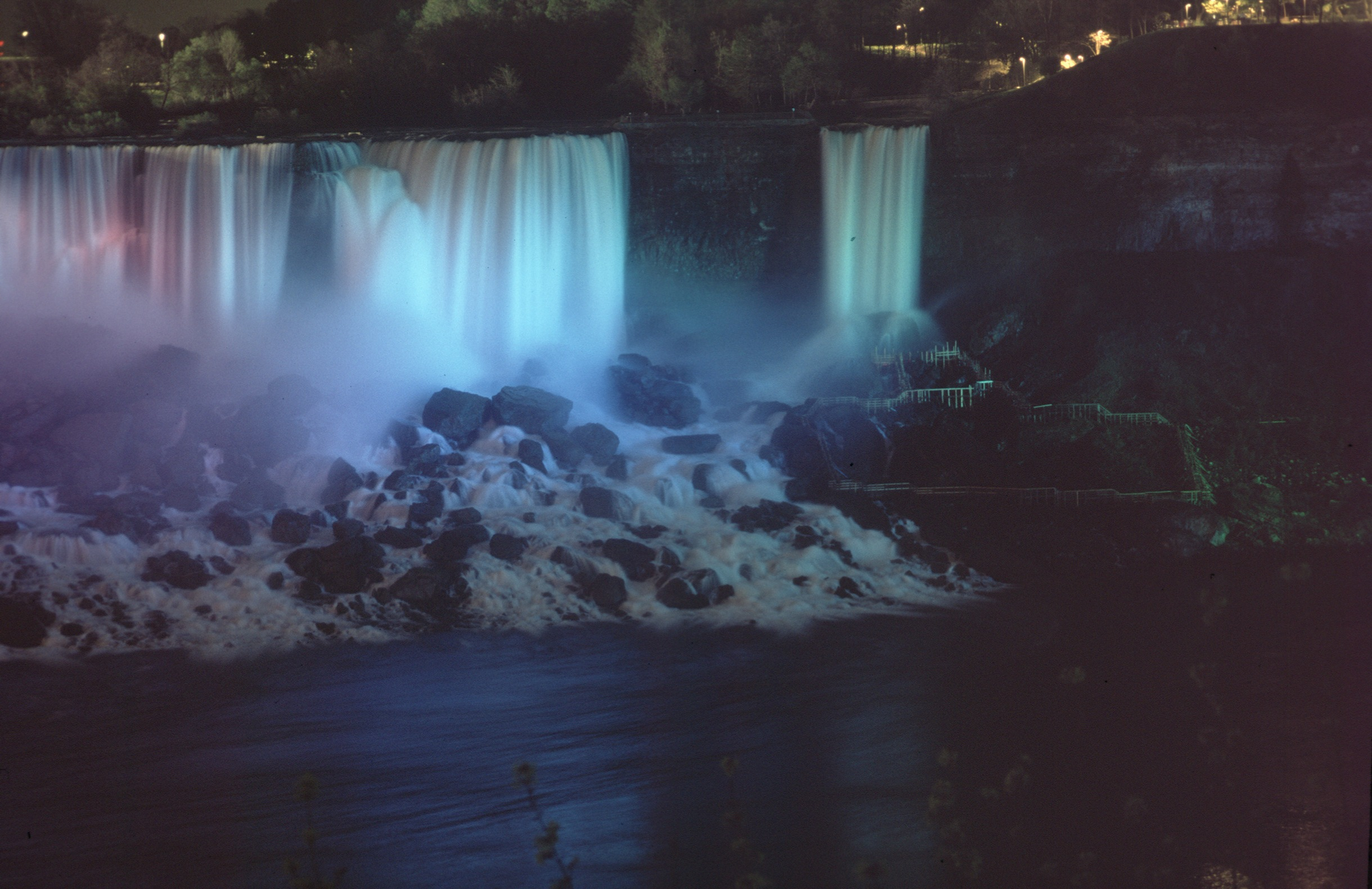
Americký vodopád (vlevo) a Nevěstin závoj v noci